# Daguerre (cratère)
Daguerre est un cratère lunaire situé sur la face visible de la Lune. Il se trouve au nord de la Mare Nectaris, dans une région accidentée avec de nombreux petits cratères d'impact. Le cratère Daguerre est situé à l'est du cratère Mädler dont la structure rayonnée atteint le cratère Daguerre. Dans les parages on trouve les cratères Isidorus et Gaudibert. Le cratère Daguerre a une forme en fer à cheval avec une ouverture sur un côté du contour. L'intérieur a été recouvert par de la lave.  
En 1935, l'Union astronomique internationale a donné, à ce cratère lunaire, le nom du chercheur français Louis Daguerre, inventeur du daguerréotype.
Par convention, les cratères satellites sont identifiés sur les cartes lunaires en plaçant la lettre sur le côté du point central du cratère qui est le plus proche de Daguerre.
| Daguerre | Latitude | Longitude | Diamètre |
| -------- | -------- | --------- | -------- |
| K        | 12.2° S  | 35.8° E   | 5 km     |
| U        | 15.1° S  | 35.7° E   | 4 km     |
| X        | 14.0° S  | 34.5° E   | 4 km     |
| Y        | 13.9° S  | 35.4° E   | 3 km     |
| Z        | 14.9° S  | 34.7° E   | 4 km     |